# Sambrial
Sambrial (Urdu سمبڑيال) ist eine Stadt im Distrikts Sialkot in der Provinz Punjab in Pakistan. Die Stadt befindet sich in der Nähe von Sialkot.

## Galerie

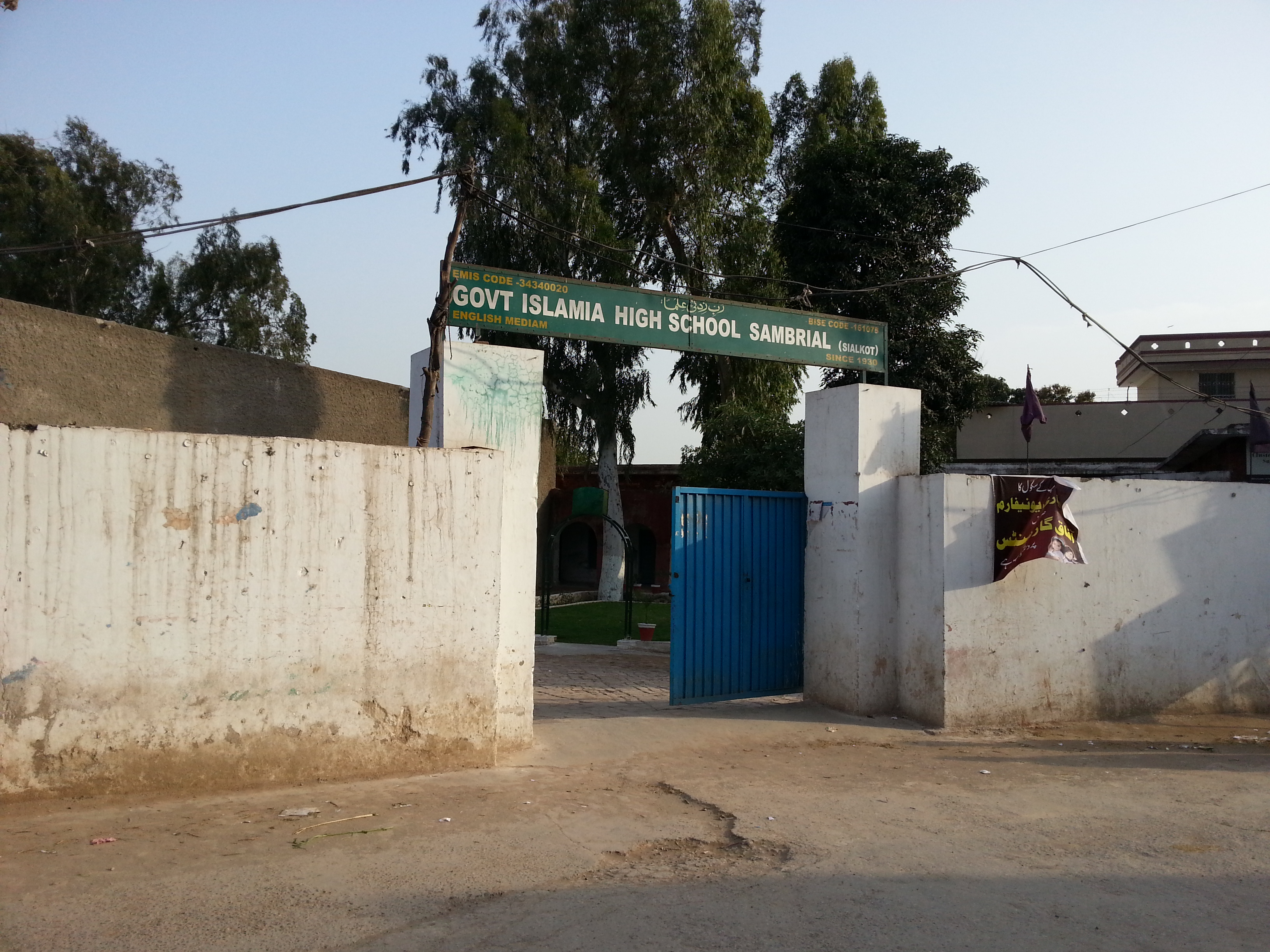
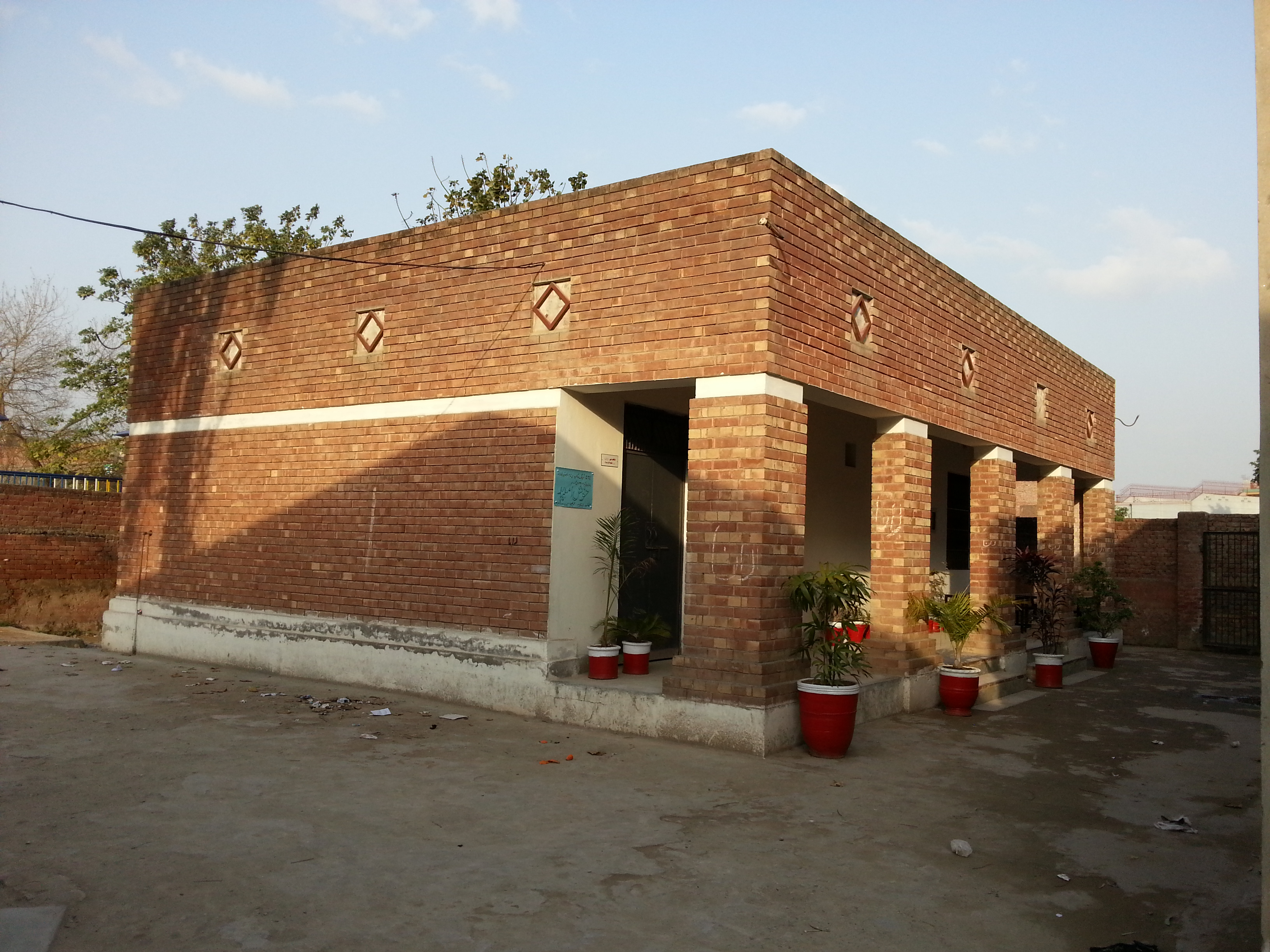
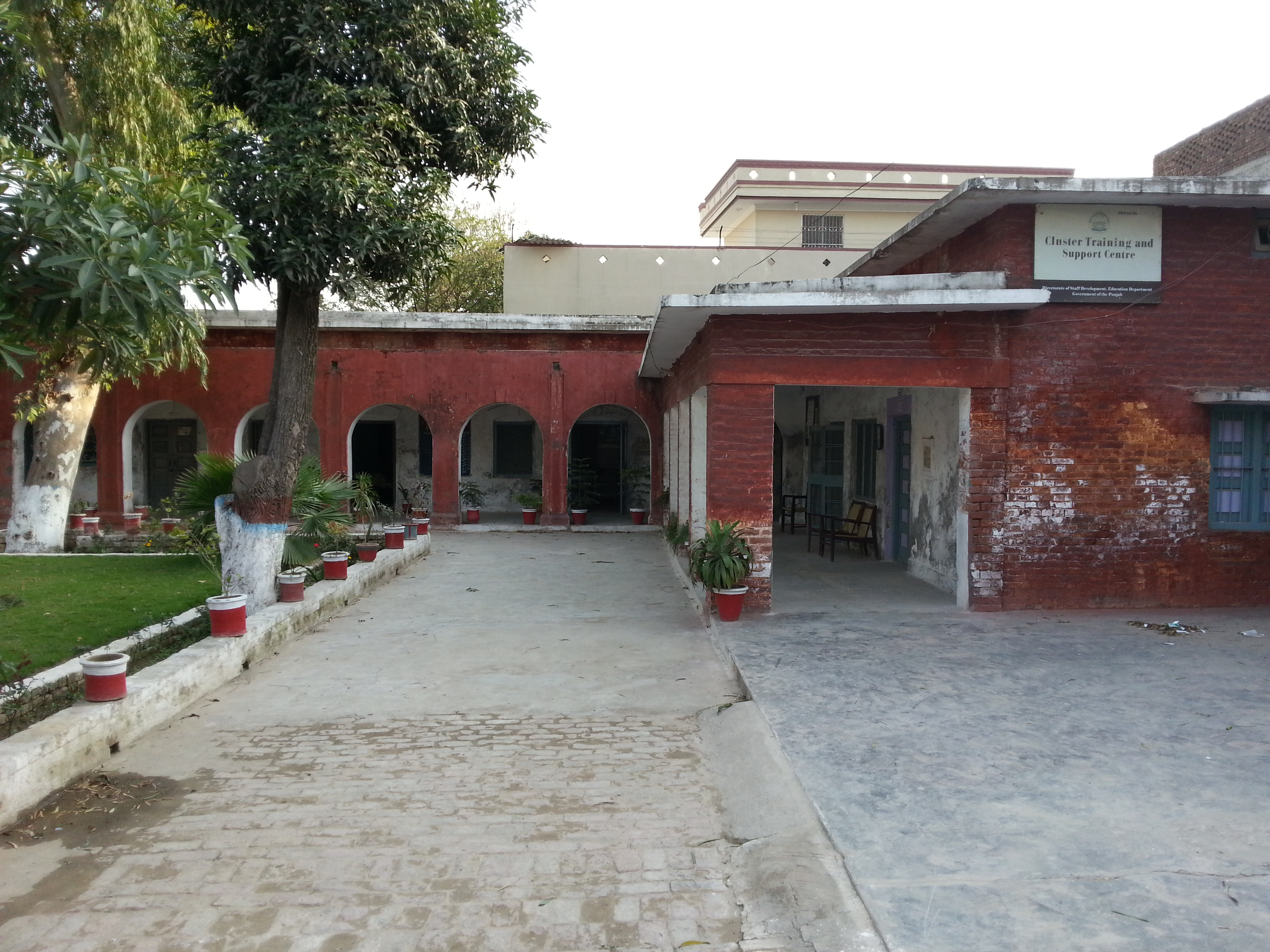
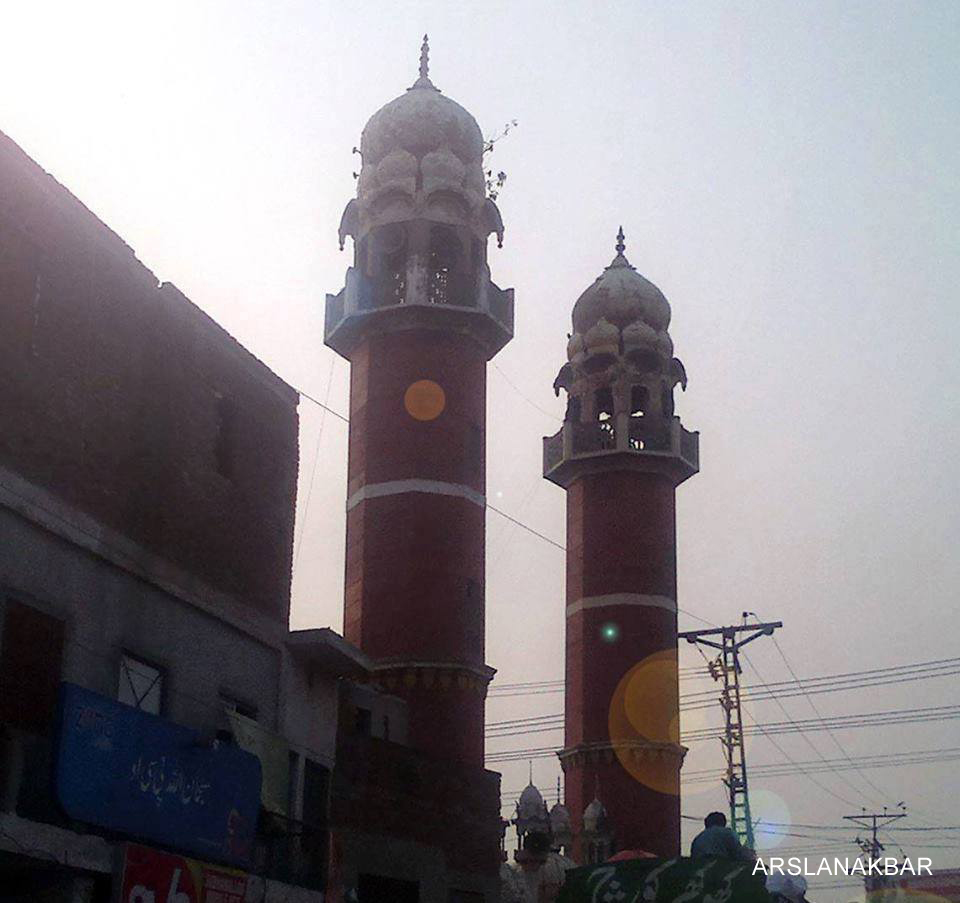

## Bevölkerungsentwicklung
| Zensusjahr | Einwohnerzahl |
| ---------- | ------------- |
| 1972       | 14.300        |
| 1981       | 24.432        |
| 1998       | 49.574        |
| 2017       | 109.479       |